# Brandtjäl
Brandtjäl är en by i Anundsjö socken, Örnsköldsviks kommun, i Ångermanland (Västernorrlands län). Brandtjäl ligger cirka tre kilometer öster om den närmaste tätorten Mellansel.
Brandtjäl har 5 invånare med åretruntboende och 2 sommarstugor. Efter brandtjälsvägen finns de runt 8 bebodda hus.